# Liste der russischen Botschafter in Saudi-Arabien
Dieser Artikel stellt eine Liste der außerordentlichen und bevollmächtigten Botschafter der Sowjetunion und der Russischen Föderation in Saudi-Arabien, nach dem Tag der Ernennung beziehungsweise Akkreditierung und der Abberufung sowie das Jahresordinal des entsprechenden Präsidentenerlasses, dar.

## Geschichte
1926 überfiel Abd al-Aziz ibn Saud, mit seinen Wahhabiten das Königreich Hedschas und vereinigte am 23. September 1932 den Hedschas mit dem Nadschd als wesentlichen Teil des Königreichs Saudi-Arabien. Die sowjetische Regierung unter Alexei Iwanowitsch Rykow erkannte 1926 das Regime von Abd al-Aziz ibn Saud durch Kerim Abdraufowitsch Chakimow an. 1927 gab Großbritannien im Abkommen von Dschidda, das im Ersten Weltkrieg vom Osmanischen Reich eroberte Gebiet entlang der Westküste Arabiens, genannt Britisches Protektorat Arabien an Abd al-Aziz ibn Saud ab und garantierte die Unabhängigkeit Arabiens. Am 13. April 1938 weigerte sich Saud ibn Abd al-Aziz einen neuen Botschafter zu akkreditieren, Nasir Tjurjakulowitsch Tjurjakulow, der bisherige war am 9. November 1937 bei stalinschen Säuberungen erschossen worden. Am 11. September 1938 wurde die sowjetische Mission Dschidda verlassen.

## Botschafter

### Sowjetische Botschafter
| Ernennung Akkreditierung | Name                               | Bemerkungen                                                                               | ernannt von              | akkreditiert bei der Regierung | Posten verlassen |
| ------------------------ | ---------------------------------- | ----------------------------------------------------------------------------------------- | ------------------------ | ------------------------------ | ---------------- |
| 1926                     | Kerim Abdraufowitsch Chakimow      | Bevollmächtigter der Sowjetunion im Königreich Hedschas                                   | Alexei Iwanowitsch Rykow | Hussein ibn Ali (Hedschas)     | 1926             |
| 1926                     | Kerim Abdraufowitsch Chakimow      | Bevollmächtigter der Sowjetunion im Königreich Hedschas, Nadschd und verbundenen Gebieten | Alexei Iwanowitsch Rykow | Abd al-Aziz ibn Saud           | 1928             |
| 1928                     | Nasir Tjurjakulowitsch Tjurjakulow | Bevollmächtigter der Sowjetunion im Königreich Hedschas, Nadschd und verbundenen Gebieten | Alexei Iwanowitsch Rykow | Abd al-Aziz ibn Saud           | 6. Sep. 1937     |
| 6. Sep. 1937             |                                    | Geschäftsträger                                                                           | Alexei Iwanowitsch Rykow | Abd al-Aziz ibn Saud           | 13. Apr. 1938    |

### Russische Botschafter
| Ernennung Akkreditierung | Name                            | Bemerkungen | ernannt von                         | akkreditiert bei der Regierung | Posten verlassen      |
| ------------------------ | ------------------------------- | ----------- | ----------------------------------- | ------------------------------ | --------------------- |
| 17. Jan. 1990            | Gennadi Pawlowitsch Tarassow    |             | Boris Nikolajewitsch Jelzin         | Fahd ibn Abd al-Aziz           | 6. Sep. 1996, № 1320  |
| 6. Sep. 1996, № 1322     | Igor Melichow                   |             | Wiktor Stepanowitsch Tschernomyrdin | Fahd ibn Abd al-Aziz           | 17. Okt. 2000, № 1757 |
| 17. Okt. 2000, № 1758    | Andrei Glebowitsch Baklanow     | [ 1 ]       | Michail Michailowitsch Kassjanow    | Fahd ibn Abd al-Aziz           | 22. Okt. 2005, № 1105 |
| 22. Sep. 2005, № 1106    | Wiktor Sergejewitsch Kudrjawzew |             | Michail Jefimowitsch Fradkow        | Abdullah ibn Abd al-Aziz       | 8. Feb. 2010, № 155   |
| 8. Feb. 2010, № 156      | Oleg Oserow                     | [ 2 ]       | Wladimir Wladimirowitsch Putin      | Abdullah ibn Abd al-Aziz       |                       |